# August Ames
Mercedes Grabowski (Antigonish, 23 de agosto de 1994-Camarillo, 5 de diciembre de 2017), conocida por su nombre artístico August Ames, fue una actriz pornográfica canadiense.

## Biografía
Nació en Antigonish, ciudad de la provincia canadiense de Nueva Escocia, en una familia de ascendencia polaca. Antes de dedicarse a la industria pornográfica, realizó varios trabajos como niñera y cuidadora.
Con 14 años empezó a trabajar en un rancho en Colorado Springs (Colorado, Estados Unidos), donde estuvo dos veranos trabajando, en tareas de limpiar establos y ayudaba a los niños en tareas de zooterapia con caballos. Después, tuvo trabajos como camarera, instructora de yoga y zumba y en un solárium.
En noviembre de 2013 debutó como actriz porno, convirtiéndose en uno de los nuevos valores del sector y trabajando para productoras como Evil Angel, Girlfriends Films, New Sensations, Mofos, Naughty America, Elegant Angel, Wicked, Blacked, Brazzers, Hard X, Girlsway, Sweetheart Video, Vixen, Twistys o Bangbros.
Su primera actuación fue en una escena de masturbación y fetichismo, en la que Ames llevaba medias con liga y encaje. Su primera escena de chico/chica fue para Wicked Pictures en la cinta Selfies.
En 2015 fue nominada en los Premios AVN a la Mejor actriz revelación, ganando en esa edición el Premio fan a la Actriz debutante más caliente. En 2016 volvía a los AVN con la nominación a Artista femenina del año.
Algunos de sus trabajos fueron Au Natural, Safe Landings, Oil Overload 12, Don't Tell Hubby, Missing, Spandex Loads 8, Dirty Talk 3, Big Wet Breasts 2, Naturally Delicious, Flesh Hunter 13, Raw Talent 3 o Titty Attack 8.
August Ames dejó algo más de 560 películas y escenas grabadas hasta la fecha de su muerte.

## Polémica
A comienzos de diciembre de 2017, protagonizó una polémica en la red social Twitter cuando aseguró que se negaba a rodar escenas pornográficas con actores que, anteriormente, habían realizado escenas de sexo gay en otras películas, argumentando que no quería resultar contagiada con alguna enfermedad de transmisión sexual. Unas opiniones que le granjearon diversos elementos de ciberacoso en Twitter, así como críticas y acusaciones de homofobia tanto dentro como fuera de la industria.

## Suicidio
A primera hora de la mañana del martes 5 de diciembre de 2017, apenas unas horas después de publicar su último tuit, Ames fue hallada muerta por un transeúnte en un parque cercano a su casa de Camarillo, en el condado californiano de Ventura. Su muerte fue declarada como suicidio, a causa de "asfixia por ahorcamiento", por la oficina del médico forense del condado de Ventura. En su vehículo, Ames dejó escritas unas notas en un diario que, según las autoridades, contenían "matices suicidas", lo que pudo estar derivado del ciberacoso y bullying recibido en las redes las horas anteriores. Sus amistades, entre ellas la actriz pornográfica Keisha Grey, afirmaron que sufría de depresión. Datos posteriores de la investigación revelaron que padecía, además, de un trastorno de identidad disociativo.

## Premios y nominaciones

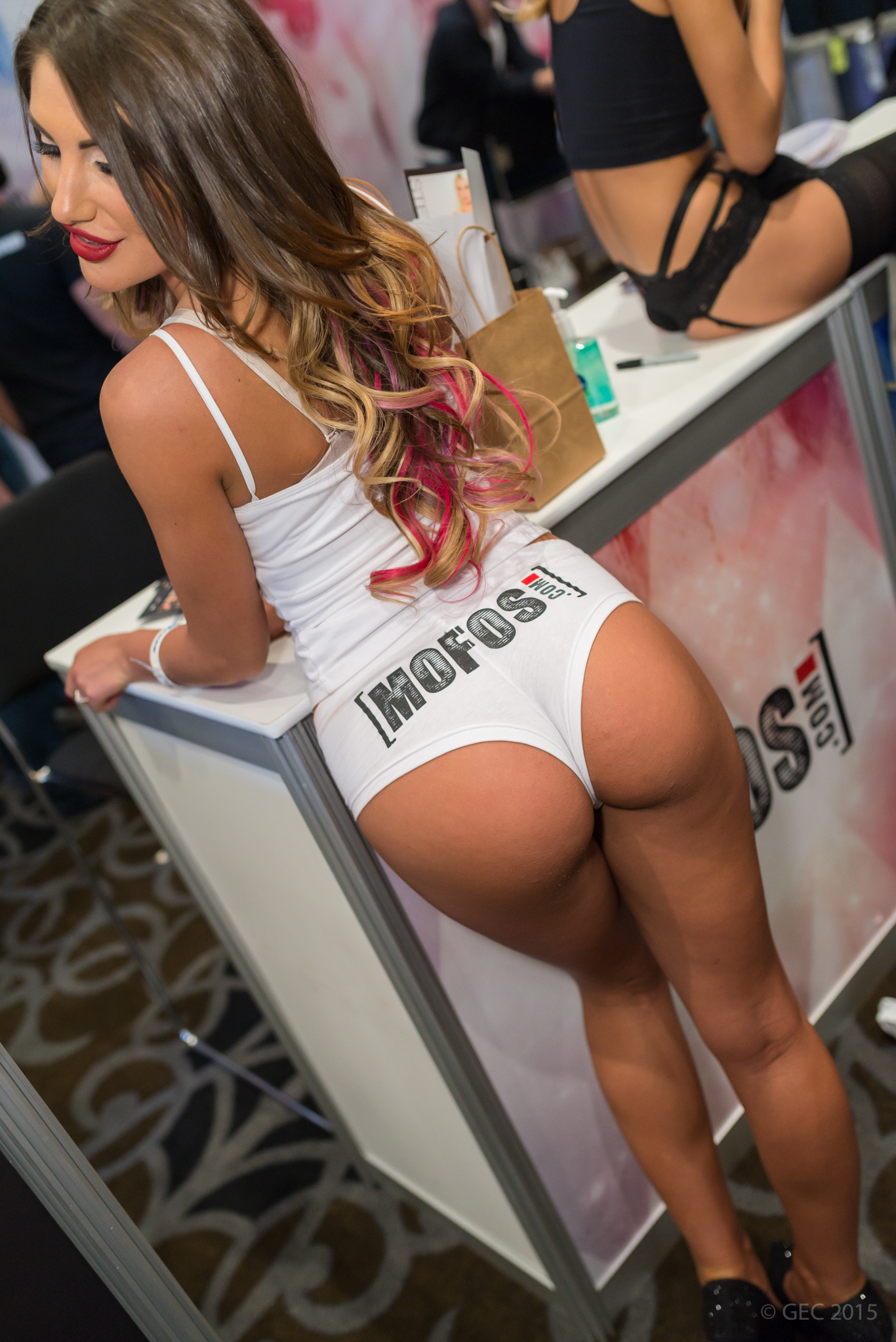
August Ames en la AVN Adult Entertainment Expo en 2015.

| Año  | Ceremonia                   | Resultado | Categoría                                     | Trabajo                       |
| ---- | --------------------------- | --------- | --------------------------------------------- | ----------------------------- |
| 2014 | Nightmoves                  | Nominada  | Mejor cuerpo                                  | —                             |
| 2014 | Nightmoves                  | Nominada  | Mejor estrella emergente                      | —                             |
| 2014 | Nightmoves Fan Awards       | Nominada  | Mejor cuerpo                                  | —                             |
| 2014 | Nightmoves Fan Awards       | Nominada  | Mejor estrella emergente                      | —                             |
| 2015 | Premios AVN                 | Nominada  | Mejor actriz revelación                       | —                             |
| 2015 | Premios AVN                 | Nominada  | Mejor escena POV de sexo                      | Spandex Loads 8               |
| 2015 | Premios AVN                 | Nominada  | Premio fan: Mejores pechos                    | —                             |
| 2015 | Premios AVN                 | Ganadora  | Premio fan: Artista debutante más caliente    | —                             |
| 2015 | Nightmoves                  | Nominada  | Mejor cuerpo                                  | —                             |
| 2015 | Nightmoves                  | Nominada  | Mejor artista del año                         | —                             |
| 2015 | Nightmoves Fan Awards       | Nominada  | Mejor cuerpo                                  | —                             |
| 2015 | Nightmoves Fan Awards       | Nominada  | Mejor artista del año                         | —                             |
| 2015 | Spank Bank Awards           | Nominada  | Most Beautiful Seductress                     | —                             |
| 2015 | Spank Bank Awards           | Nominada  | Best High Speed DSL (Dick Sucking Lips)       | —                             |
| 2015 | Spank Bank Awards           | Nominada  | Imported Temptress of the Year                | —                             |
| 2015 | Spank Bank Awards           | Nominada  | Newcummer of the Year                         | —                             |
| 2015 | Spank Bank Awards           | Nominada  | Most Voluptuous Vixen                         | —                             |
| 2015 | Spank Bank Awards           | Nominada  | Mejores piernas                               | —                             |
| 2015 | Spank Bank Awards           | Nominada  | Mejor cuerpo                                  | —                             |
| 2015 | Spank Bank Technical Awards | Ganadora  | Best Canadian Treat Since Maple Syrup         | —                             |
| 2015 | Premios XBIZ                | Nominada  | Mejor actriz revelación                       | —                             |
| 2015 | Premios XRCO                | Nominada  | Mejor estrella emergente                      | —                             |
| 2015 | Premios XRCO                | Ganadora  | Cream Dream                                   | —                             |
| 2016 | Premios AVN                 | Nominada  | Artista femenina del año                      | —                             |
| 2016 | Premios AVN                 | Nominada  | Mejor escena de sexo chico/chica              | Oil Overload 12               |
| 2016 | Premios AVN                 | Nominada  | Premio fan: Mejores pechos                    | —                             |
| 2016 | Premios AVN                 | Nominada  | Premio fan: Actriz porno favorita             | —                             |
| 2016 | Nightmoves                  | Nominada  | Mejor artista femenina                        | —                             |
| 2016 | Nightmoves                  | Nominada  | Mejores pechos                                | —                             |
| 2016 | Nightmoves Fan Awards       | Nominada  | Mejor artista femenina                        | —                             |
| 2016 | Nightmoves Fan Awards       | Nominada  | Mejores pechos                                | —                             |
| 2016 | Spank Bank Awards           | Nominada  | Best 'Just Got Fucked' Hair                   | —                             |
| 2016 | Spank Bank Awards           | Nominada  | Best High Speed DSL (Dick Sucking Lips)       | —                             |
| 2016 | Spank Bank Awards           | Nominada  | Mejores piernas                               | —                             |
| 2016 | Spank Bank Awards           | Nominada  | Best Body Built For Sin                       | —                             |
| 2016 | Spank Bank Awards           | Nominada  | Next Level Star of the Year                   | —                             |
| 2016 | Spank Bank Awards           | Nominada  | Prettiest "Whore Mouth"                       | —                             |
| 2016 | Spank Bank Awards           | Nominada  | Coño del año                                  | —                             |
| 2016 | Spank Bank Awards           | Nominada  | Boobalicious Babe of the Year                 | —                             |
| 2016 | Spank Bank Technical Awards | Ganadora  | Best Cleavage                                 | —                             |
| 2016 | Spank Bank Technical Awards | Ganadora  | Sexiest Five Hole                             | —                             |
| 2016 | Premios XBIZ                | Nominada  | Mejor escena de sexo en película protagonista | Safe Landings                 |
| 2016 | Premios XBIZ                | Nominada  | Mejor actriz protagonista                     | Safe Landings                 |
| 2016 | Premios XBIZ                | Nominada  | Artista femenina del año                      | —                             |
| 2017 | Premios AVN                 | Nominada  | Artista femenina del año                      | —                             |
| 2017 | Premios AVN                 | Nominada  | Mejor escena de sexo lésbico                  | The Lesbian Landlord          |
| 2017 | Premios AVN                 | Nominada  | Premio fan: Artista femenina favorita         | —                             |
| 2017 | Premios AVN                 | Ganadora  | Premio fan: Mejores pechos                    | —                             |
| 2017 | Spank Bank Awards           | Nominada  | Best DSL                                      | —                             |
| 2017 | Spank Bank Awards           | Nominada  | Boobalicious Babe of the Year                 | —                             |
| 2017 | Spank Bank Awards           | Nominada  | Prettiest Whore Mouth                         | —                             |
| 2017 | Spank Bank Awards           | Nominada  | Bad Ass Brunette of the Year                  | —                             |
| 2017 | Spank Bank Awards           | Nominada  | Best Body Built For Sin                       | —                             |
| 2017 | Spank Bank Awards           | Nominada  | Best Legs                                     | —                             |
| 2017 | Spank Bank Awards           | Nominada  | Imported Enchantress of the Year              | —                             |
| 2017 | Premios XBIZ                | Nominada  | Artista femenina del año                      | —                             |
| 2017 | Premios XBIZ                | Nominada  | Mejor escena de sexo en película vignette     | First Dates                   |
| 2018 | Premios AVN                 | Nominada  | Artista femenina del año                      | —                             |
| 2018 | Premios AVN                 | Nominada  | Mejor escena de sexo en grupo                 | Young & Beautiful 3           |
| 2018 | Premios AVN                 | Nominada  | Mejor escena de trío M-H-M                    | College Rivals Bond Over Cock |
| 2018 | Premios AVN                 | Nominada  | Premio fan: Pechos más espectaculares         | —                             |
| 2018 | Premios XBIZ                | Nominada  | Mejor escena de sexo en película vignette     | Racks                         |
| 2019 | Premios AVN                 | Nominada  | Mejor escena de trío M-H-M                    | Threesome Fantasies 2         |